# Lachenalia fistulosa
Lachenalia fistulosa är en sparrisväxtart som beskrevs av John Gilbert Baker. Lachenalia fistulosa ingår i släktet Lachenalia och familjen sparrisväxter. Inga underarter finns listade i Catalogue of Life.